# Bang giao Đại Việt thời Lý
Bang giao Đại Việt thời Lý phản ánh các hoạt động ngoại giao của chính quyền nhà Lý từ năm 1009 đến năm 1225 trong lịch sử Việt Nam.

## Hoàn cảnh
Năm 1009, Lý Công Uẩn lên ngôi vua, thay thế nhà Tiền Lê, lập ra nhà Lý. Ngay sau khi lên ngôi, Lý Thái Tổ đã chủ động thiết lập quan hệ ngoại giao với đối tác quan trọng nhất đương thời là triều đình nhà Tống ở phương Bắc. Việc ngoại giao thời Lý có tính kế tục các hoạt động ngoại giao đã thiết lập từ thời Đinh, thời Tiền Lê trước đó.

## Với nhà Tống

### Thời Bắc Tống
Ngay trong năm 1010 khi mới lên ngôi, Lý Thái Tổ đã bắt đầu sai sứ sang nhà Tống. Sự kiện này mở đầu cho mối quan hệ bang giao trong 2 thế kỷ giữa nhà Lý với nhà Tống của Trung Quốc. Theo đánh giá của các sử gia, việc tích cực và chủ động quan hệ với phương Bắc nhằm gián tiếp khẳng định chính thống của nhà Lý và sự tồn tại của nước Đại Cồ Việt.
Dưới thời Lý Thái Tổ và Lý Thái Tông, việc triều cống nhà Tống diễn ra đều đặn. Khi Đại Cồ Việt có vua mới, nhà Tống đều sai sứ sang phong vương. Trong vòng 46 năm thời 3 vị vua đầu tiên của nhà Lý, sử sách chỉ ghi nhận 3 lần nhà Tống sai sứ sang phong vương cho nhà Lý khi các vua mới lên ngôi, không có những hoạt động ngoại giao trong thời các vua cai trị như thời Đinh và Tiền Lê.
Sang thời Lý Thánh Tông, năm 1057 nhà Lý sai sứ sang cống thú lạ cho nhà Tống, bảo là con lân. Vua Tống nghe lời Tư Mã Quang (sợ không chắc là con lân thì các nước khác chê cười), liền thưởng cho sứ Đại Việt rồi sai mang con thú về. Lý Thánh Tông giận nhà Tống, cho là phản phúc, năm 1059 bèn mang quân đánh vào Khâm châu để thị uy rồi rút về. Sau lần hòa đàm năm 1060, hoạt động ngoại giao được nối lại. Năm 1067, nhà Tống sai sứ sang gia phong Lý Thánh Tông làm Nam Bình vương và Khai phủ Nghi đồng tam ty. Đó là lần đầu tiên nhà Tống cử sứ sang Đại Việt không vì việc thay ngôi vua của nhà Lý.
Ngoài mục đích báo tang, mừng vua mới, kết hiếu, các vua Lý còn sai sứ sang nhà Tống khi đánh thắng Chiêm Thành, nhằm gián tiếp thể hiện cho nhà Tống biết Chiêm Thành là thuộc quốc của mình. Nhà Tống không thể hiện sự phản đối việc đó và giữ thái độ mềm mỏng. Năm 1078 khi sứ Đại Việt là Đào Tông Nguyên chạm trán sứ Chiêm Thành ở Biện Kinh, nhà Tống lo ngại, sai người bố trí thu xếp nơi ăn ở và thời gian và địa điểm vào chầu cố tỏ ra có sự phân biệt giữa hai nước nhằm xoa dịu phía Đại Việt.
Theo thống kê của Hoàng Xuân Hãn, trong 63 năm đầu thời Lý, nhà Lý đã cử 23 đoàn sứ bộ sang nhà Tống, trong đó 13 lần với mục đích kết hiếu và tạ ơn, 3 lần báo tin thắng trận khi vừa đánh Chiêm Thành, 7 lần là các mục đích khác (báo tang, mừng vua Tống lên ngôi, xin kinh Phật...).
Sang thời Lý Nhân Tông, chỉ vài năm sau khi nhà Lý tiếp nhận chức Giao Chỉ quận vương của vua Tống, chiến tranh Tống-Lý nổ ra. Sau khi chiến tranh chấm dứt, việc ngoại giao giữa 2 nước tập trung vào vấn đề đất đai biên giới Tống và Đại Việt. Lê Văn Thịnh – thủ khoa đầu tiên của Đại Việt năm 1075 – được giao đi đàm phán với nhà Tống, kết quả tới năm 1084, phần lớn đất đai bị Tống chiếm đóng trong chiến tranh được trả lại cho Đại Việt.
Cuối năm 1126, đoàn sứ bộ Đại Việt sang nhà Tống, nhưng chỉ đến Quế Châu (Quảng Tây) thì được quan chức tại đó đề nghị quay về, vì quân các trấn xung quanh đã được điều hết đi chống quân Kim đang đánh Biện Kinh, ngựa trạm và phu trạm không đủ phục vụ sứ đoàn Đại Việt. Kết quả sứ đoàn mang lễ vật trở về nước.

### Thời Nam Tống

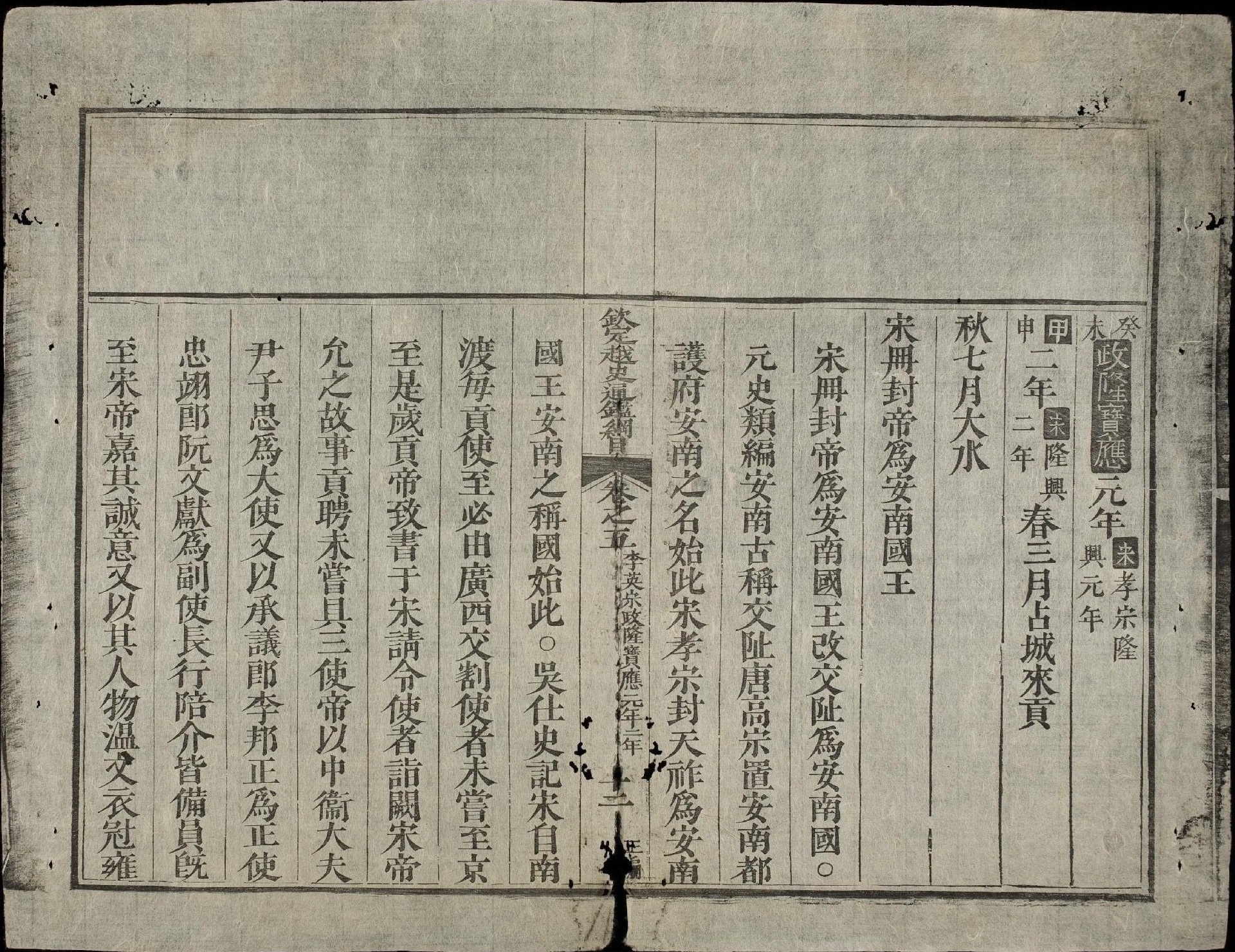
Khâm định Việt sử thông giám cương mục (《欽定越史通鑑綱目》): Doãn Tư Tư (尹子思) đi sứ sang Nam Tống, vua Tống (Hiếu Tông) phong cho vua Lý (Anh Tông) là An Nam quốc vương (安南國王), (ngày 30 tháng 9 năm 1164).

Từ năm 1127, nhà Tống bị mất phương bắc về tay người Kim, phải chạy xuống Lâm An (Hàng Châu) đóng đô. Quan hệ ngoại giao giữa nhà Lý với Nam Tống vẫn được duy trì, thậm chí có lần năm 1156 thời Lý Anh Tông, cống phẩm cho nhà Tống có giá trị khá lớn. Lê Văn Siêu cho rằng đáng ra nhà Lý nên nhân thời cơ suy yếu của Nam Tống để thực hiện những cuộc bắc phạt như Lý Thường Kiệt từng làm thì có thể mở mang cương thổ phía bắc.
Đổi lại việc nhà Lý giữ quan hệ hữu hảo khi nhà Tống đã suy, năm 1164 khi sứ thần Doãn Tử Tư, Lý Bang Chính sang Lâm An, vua Tống Hiếu Tông tiếp đón và ban lệnh đổi tên"Giao Chỉ"thành"An Nam", phong Lý Anh Tông làm"An Nam quốc vương"; nghĩa là trong quan hệ ngoại giao giữa Tống và Việt từ đó, Đại Việt không còn là một quận mà chính thức được coi là một nước phiên thuộc, mang tên An Nam.
Từ năm 1206, do loạn lạc trong nước, việc sang sứ tiến cống nhà Tống không được thực hiện cho tới hết thời Lý (1225).
Các sử gia đã thống kê được trong thời gian tồn tại 216 năm, nhà Lý đã 57 lần sai sứ sang nhà Tống. Những lần cử sứ sang phương Bắc, nhà Lý đều chọn người có học thức, có tài ứng đối, biết làm thơ. Các sứ đoàn luôn thể hiện tinh thần tự tôn dân tộc, giữ thể diện quốc gia.
Việc triều cống nhà Tống chỉ nhằm đạt được sự công nhận bên ngoài của triều đình phương Bắc, giảm bớt xung đột biên giới, tạo ra môi trường ổn định để phát triển kinh tế - xã hội trong nước. Bên trong, các vua Lý vẫn thể hiện sự tự tôn, độc lập tự chủ. Các vua Lý tuy nhận tước phong của nhà Tống nhưng vẫn có niên hiệu riêng, ấn tín riêng trong quá trình cai trị đất nước, không bao giờ dùng các chức vụ do nhà Tống phong (Giao Chỉ quận vương, Tĩnh Hải tiết độ sứ, Nam Bình vương…).

## Với nhà Kim
Nước Kim (nhà Kim) khi đó đang rất hùng mạnh ở miền bắc Trung Hoa, uy hiếp nước Nam Tống thường xuyên nhưng cũng rất tôn trọng Đại Việt. Sau khi đã có hòa bình với Nam Tống, năm 1168, Kim Thế Tông sai sứ giả vượt qua lãnh thổ Nam Tống đến nước Đại Việt và đó cũng là lần duy nhất nhà Kim có quan hệ ngoại giao với Đại Việt.
Cùng với sứ nhà Kim, sứ Nam Tống cũng đến Đại Việt lúc đó. Vua Lý Anh Tông sai các quan đón tiếp sứ giả cả hai nước chu đáo nhưng không cho đoàn sứ giả hai nước gặp nhau.

## Với Chiêm Thành
Cùng việc củng cố quan hệ với phương Bắc, nhà Lý chú trọng tới biên giới phía nam. Sau khi bị Lê Đại Hành đánh bại năm 982, Chiêm Thành đã tỏ ra thần phục. Từ thập kỷ 90 của thế kỷ X, Chiêm Thành đã vài lần sai sứ sang Đại Cồ Việt, quan hệ hòa thuận của hai bên được giữ tới hết thời Tiền Lê. Sau khi Lý Thái Tổ lên ngôi, Chiêm Thành sai sứ sang dâng sư tử năm 1011.
Từ đó việc cống của Chiêm Thành sang Đại Việt khá đều đặn, vài năm 1 lần, thậm chí giai đoạn 1081-1088 là mỗi năm 1 lần. Các cống phẩm của Chiêm Thành gồm sư tử, voi trắng, cá sấu, tơ lụa, vàng bạc…
Trong giai đoạn quan hệ tốt đẹp, vua Chiêm là Jaya Harivarman đã cho con gái sang làm cung phi cho Lý Anh Tông. Sử sách cũng ghi lại lần duy nhất vua Chiêm Thành tới Đại Việt xin sắc phong là Suryavarman (1192-1203), do vị vua này đã cắt đứt quan hệ với Chân Lạp nên muốn dựa vào Đại Việt. Năm sau, Lý Cao Tông sai sứ sang phong vương cho Suryavarman.
Tuy triều cống khá đều đặn nhưng Chiêm Thành không hoàn toàn thần phục Đại Việt, mà vẫn thi thoảng mang quân cướp phá vùng biên giới khiến nhà Lý phải dùng tới biện pháp quân sự để ngăn chặn. Nhà Lý giữ quan hệ với Chiêm Thành bằng biện pháp vừa cương vừa nhu nhằm bảo vệ biên giới, gây thanh thế ở phía nam nhằm kiềm chế âm mưu xâm lược của nhà Tống ở phương Bắc.
Có một số thời gian gián đoạn trong quan hệ 2 bên, như khi Lý Thái Tông mới lên ngôi, Chiêm Thành suốt 16 năm không tiến cống, dẫn đến việc Thái Tông thân chinh đánh Chiêm hoặc giai đoạn chiến tranh giữa nhà Lý với nhà Tống.
Các sử gia thống kê được trong thời Lý, Chiêm Thành đã 43 lần sai sứ sang cống. Sang đầu thế kỷ XIII, trong nước Đại Việt xảy ra loạn lạc, nhà Lý ngày càng suy yếu, Chiêm Thành không thực hiện ngoại giao và tiến cống nữa.

## Với Chân Lạp
Khi nhà Lý thành lập và phát triển cũng là thời kỳ vương triều Angkor đang phồn thịnh, từ các vua Suryavarman (1002-1050), Hasharvarman (1066-1089), Suryavarman II (1113-1150) và Jayavarman VII (tới sau 1200). Từ khi nhà Lý mới thành lập, Chân Lạp đã cho sứ sang đặt quan hệ.
Các sử gia thống kê được trong 2 thế kỷ XI và XII, Chân Lạp có 13 lần cử sứ sang Đại Việt. Trong quan hệ ngoại giao giữa 2 nước còn có cả giao lưu về tôn giáo, trong nhiều lần sứ giả Chân Lạp sang Đại Việt có cả các nhà sư và đạo sĩ Bà La Môn. Họ được triều đình nhà Lý mời tham gia các nghi lễ đạo Phật tại kinh thành Thăng Long. Theo di tích bia Preah Khằn được dựng thời Jayavarman VII, các nhà nghiên cứu xác định được trong những dịp lễ lớn của Chân Lạp, Đại Việt đã cử sứ giả sang mừng và tặng lễ vật. Từ cuối thế kỷ XII sang đầu thế kỷ XIII, cả nhà Lý và Chân Lạp đều bước vào thời kỳ suy yếu, các hoạt động ngoại giao và giao lưu tôn giáo không còn được duy trì.

## Với Ai Lao
Thời kỳ nhà Lý mới thành lập, Lào còn ở trong giai đoạn các bộ tộc do các thủ lĩnh đứng đầu, một dạng nhà nước sơ khai. Quan hệ ngoại giao giữa Đại Việt và Lào được sử sách ghi nhận lầu đầu vào năm 1067, Ai Lao (tên gọi Lào khi đó) dâng vàng bạc, trầm hương, sừng tê, ngà voi và các thứ sản vật địa phương.
Việc ngoại giao hai bên không được duy trì thường xuyên, do sự thù địch giữa hai bên. Nhà Lý đã nhiều lần cử tướng đi đánh Ai Lao do những xung đột tại biên giới vào các năm 1048, 1159, 1183 và đều thắng lợi.

## Với các nước khác
Đương thời, Đại Việt có quan hệ thương mại với không chỉ quan hệ với các nước láng giềng, mà còn có quan hệ thương mại với các nước trong khu vực như Xiêm La, La Hộc, Lộ Lạc, Tam Phật Tề, Đề Hi, Tây Hạ, Liêu. Các quan hệ kinh tế đã thúc đẩy hoạt động ngoại giao chính thức.
Sử sách xác nhận vào năm 1182 thời Lý Cao Tông, vương quốc Xiêm La (Thái Lan) đã cử sứ sang tiến cống Đại Việt và các sử gia xác định đó là lần đầu tiên Đại Việt có quan hệ ngoại giao với nước này.
Với các nước khác tại Đông Nam Á, đương thời tính ổn định lãnh thổ của từng tiểu quốc và khả năng tổ chức lãnh thổ của các thủ lĩnh địa phương còn lỏng lẻo, có nhiều xáo trộn nên đã làm hạn chế khả năng giao thiệp giữa nhà Lý với các nước này.

## Ý nghĩa
Các sử gia cho rằng, ngoài việc thiết lập hòa bình với các nước xung quanh để tạo ra môi trường ổn định, phát triển kinh tế - xã hội trong nước, các quan hệ ngoại giao với mật độ lớn thời Lý khẳng định vị thế của nước Đại Việt với các quốc gia láng giềng mà còn tăng cường khả năng giao lưu văn hóa, hiểu biết lẫn nhau và sự gắn kết giữa dân tộc Việt và các dân tộc khác.